# 사이토 다쓰오키

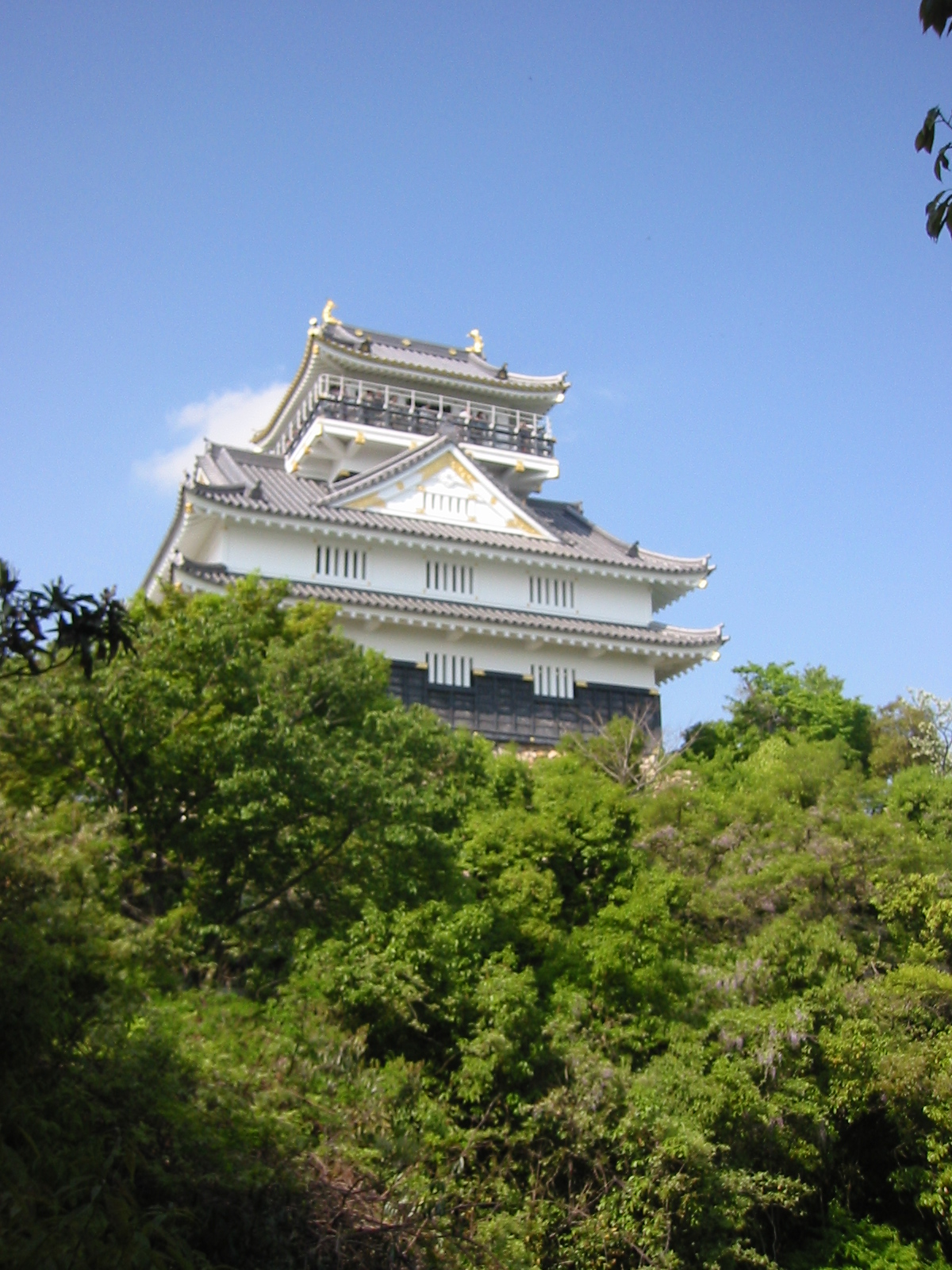
이나바 산성(기후성)

사이토 다쓰오키(일본어: 斎藤 龍興 さいとう たつおき[*], 덴분 17년(1548년) ~ 덴쇼 원년 음력 8월 14일(1573년 9월 10일))는 센고쿠 시대의 미노국 센고쿠 다이묘이다.

## 인물·일화
아버지 요시타쓰가 할아버지 도산에게 모반을 일으켰을 때 요시타쓰는 외가 일색성을 칭했다고 하는데, 용흥 자신도 일색성을 사용하였다. 기노시타 사토시 잇시키' 명의로 기록된 많은 용흥 관계 사료가 인식되어 있지 않다고 지적하고 있다. 또한 미노쿠니주 시대에는 아시카가 쇼군 가문의 편휘를 받아 '의동(義洞)'을 자칭하였다.
사이토씨 이래의 가신단을 잇시키씨의 가신단의 성으로 개명시켰다.
앞에서 서술한 엣추(지금의 도야마현)에 토착한 설과 관련해, 도야마시에는 규에몬(용흥)이 학의 가르침을 받아 열었다는 유래를 가지는 광천이 있어 「영학 원천」이라고 칭하고 있다. 경력의 탕이라고 해서 오랜 세월 계속되어, 후에 우라카미 4번 붕괴로 잡힌 숨겨진 크리스탄이 맡겨졌다, 등의 역사가 있다. 다이쇼 6년(1917년)에 폐업해, 레이카쿠 광천에 모셔져 있던 목조약사여래상은 현재, 혼서사(도야마시 경력)에 안치되어 있다. 도야마번 제 9대 번주·마에다 도시칸이 소장하고 있었다고 여겨지는, 경제력 온천의 겨울 경치를 그린 그림이 이시카와현 가나자와시에 전해진다.
용흥은 기내 거주 시 그리스탄을 목표로 했다.그 기록이 몇 개 남아 있다.
루이스 플로이스가 크리스트교의 종의, 세계의 창조 등에 대해 말해주면 청문한 것을 일일이 적어놓고 다음에 교회에 모습을 나타냈을 때는 그 모든 것을 명백하고 유창하게, 한마디의 틀림없이 반복할 수 있었다고 하여 교인들이 매우 놀랐다고 한다.
가스파르 빌레라에 대해 인간이 데우스에 의해 축복받고 만물의 영장이라고 보장받고 있다고 스승은 말한다. 만물의 영장 타란으로 창조됐다면 왜 인간의 의지에 세상은 쉽게 따르지 않는 것일까. 이런 거친 세상을 열심히, 착하게 사는 자들이 이승에서는 아무런 보답도 받지 못하는 것은 왜인가라고 물었다. 빌레라는 용흥의 의문에 대해 모두 납득할 만한 도리를 올리며 설명한 것으로 기록돼 있다.
루이스 플로이스는 『일본사』에 용흥을 "매우 유능하고 사려 깊다"고 기록하고 있다.

## 참고 문헌
- 구와타 다다치카 「사이토 도조」신인물 왕래사, 1973년.

## 같이 보기
- 이나바성 전투

| 전임 사이토 요시타쓰 | 제3대 사이토씨 도산파 당주 1561년 ~ 1573년 | 후임 단절 |